# یادواره استاد نورعلی برومند
یادواره استاد نورعلی برومند نام یک آلبوم موسیقی اثر محمدرضا لطفی با آواز نصرالله ناصح‌پور و همکاری گروه شیدا می‌باشد. این آلبوم در دستگاه شور اجرا شده‌است.

## هنرمندان
- محمدرضا لطفی - تار، سه‌تار
- نصرالله ناصح‌پور - آواز
- درویش‌رضا منظمی - کمانچه
- عبدالنقی افشارنیا - نی
- محمدجمال سماواتی - تار
- فرخ مظهری - تار ابریشم
- مسعود شعاری - سه‌تار ابریشم
- ابراهیم نقدیان - کمانچه
- پژمان طاهری - سنتور
- پیمان ناصح‌پور - تنبک
- مهرداد کریم خاوری - دف